# Saperda similis
Saperda similis es una especie de escarabajo longicornio del género Saperda, subfamilia Lamiinae. Fue descrita científicamente por Laicharting en 1784.
Se distribuye por Albania, Alemania, Austria, Bélgica, Bielorrusia, Bosnia y Herzegovina, Bulgaria, Croacia, España, Estonia, Finlandia, Francia, Hungría, Italia, Kazajistán, Letonia, Macedonia, Mongolia, Noruega, Polonia, Rumania, Rusia europea, Eslovaquia, Eslovenia, Suecia, Suiza, Chequia, Ucrania y Yugoslavia. Mide 14-22 milímetros de longitud. El período de vuelo ocurre en los meses de mayo, junio, julio y agosto.

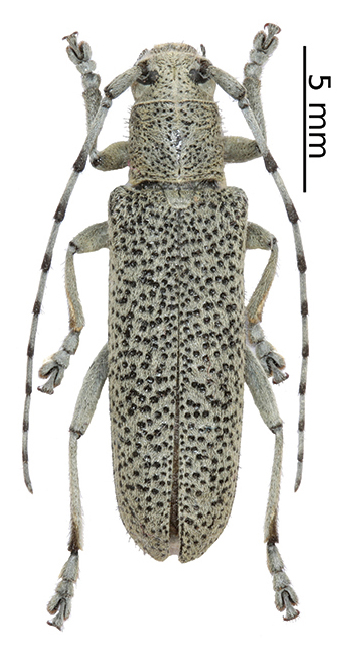
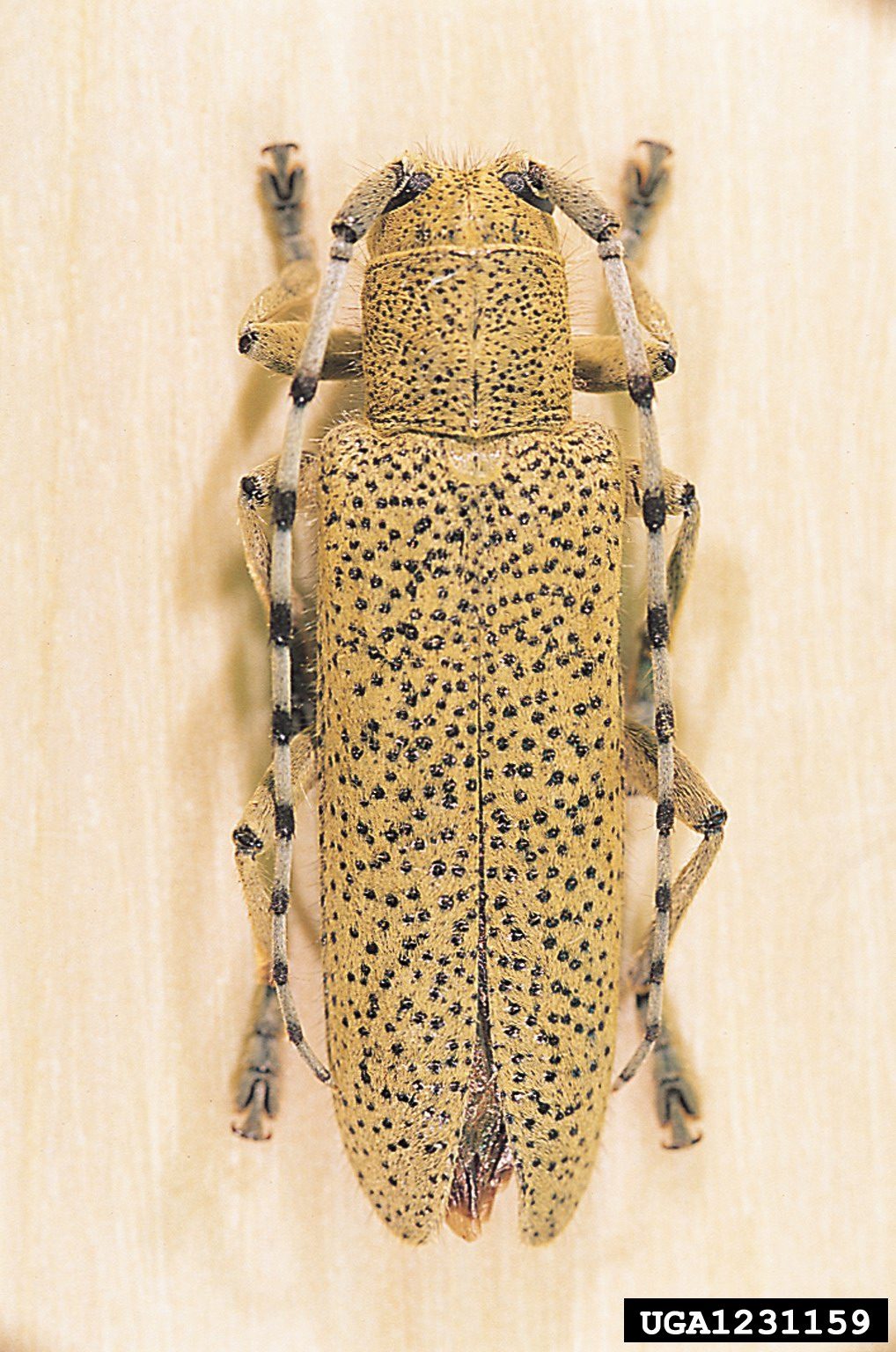